# Olympische Sommerspiele 1996/Teilnehmer (Lettland)
| Gelbes Symbol für Goldmedaillen mit stilisierten Olympischen Ringen | Graues Symbol für Silbermedaillen mit stilisierten Olympischen Ringen | Braundes Symbol für Bronzemedaillen mit stilisierten Olympischen Ringen |
| ------------------------------------------------------------------- | --------------------------------------------------------------------- | ----------------------------------------------------------------------- |
| —                                                                   | 1                                                                     | —                                                                       |

Lettland nahm bei den Olympischen Sommerspielen 1996 in der US-amerikanischen Metropole Atlanta mit 47 Sportlern, 13 Frauen und 34 Männern, in 43 Wettkämpfen in zwölf Sportarten teil.
Seit 1924 war es die sechste Teilnahme Lettlands bei Olympischen Sommerspielen.

## Flaggenträger
Der Leichtathlet Einārs Tupurītis trug die Flagge Lettlands während der Eröffnungsfeier am 19. Juli im Centennial Olympic Stadium.

## Medaillengewinner
Mit einer gewonnenen Silbermedaille belegte das lettische Team Platz 61 im Medaillenspiegel.

### Silber
| Name              | Sportart | Wettkampf                  |
| ----------------- | -------- | -------------------------- |
| Ivans Klementjevs | Kanu     | Einer-Canadier, 1000 Meter |

## Teilnehmer nach Sportarten

### Boxen
- Romans Kuklins
Schwergewicht: 17. Platz

### Gewichtheben
- Vladimirs Morozovs
Fliegengewicht: 19. Platz

- Dainis Zīlītis
Halbschwergewicht: 15. Platz

- Ivars Zdanovskis
I. Schwergewicht: 20. Platz

- Viktors Ščerbatihs
II. Schwergewicht: 10. Platz

- Raimonds Bergmanis
Superschwergewicht: 9. Platz

### Kanu
- Aldis Kļaviņš
Einer-Kajak, Slalom: 21. Platz

- Ivans Klementjevs
Einer-Canadier, 1000 Meter: Silber

- Dzintra Blūma
Frauen, Einer-Kajak, Slalom: 30. Platz

### Leichtathletik
- Sergejs Inšakovs
100 Meter: Vorläufe
200 Meter: Halbfinale

- Einārs Tupurītis
800 Meter: Halbfinale

- Aleksandrs Prokopčuks
Marathon: 51. Platz

- Igors Kazanovs
110 Meter Hürden: Halbfinale

- Guntis Peders
110 Meter Hürden: Viertelfinale

- Egīls Tēbelis
400 Meter Hürden: Vorläufe

- Aigars Fadejevs
20 Kilometer Gehen: 6. Platz

- Modris Liepiņš
50 Kilometer Gehen: 23. Platz

- Aleksandrs Obižajevs
Stabhochsprung: 27. Platz in der Qualifikation

- Rojs Piziks
Zehnkampf: 23. Platz

- Jeļena Čelnova-Prokopčuka
Frauen, 5000 Meter: Vorläufe

- Lana Jēkabsone
Frauen, 400 Meter Hürden: Vorläufe

- Anita Liepiņa
Frauen, 10 Kilometer Gehen: 22. Platz

- Valentīna Gotovska
Frauen, Weitsprung: 27. Platz in der Qualifikation

- Jeļena Blaževiča
Frauen, Dreisprung: 8. Platz

- Gundega Sproģe
Frauen, Dreisprung: 18. Platz in der Qualifikation

### Moderner Fünfkampf
- Vjačeslavs Duhanovs
Einzel: 22. Platz

### Radsport
- Arvis Piziks
Straßenrennen, Einzel: 18. Platz

- Kaspars Ozers
Straßenrennen, Einzel: 22. Platz

- Juris Silovs
Straßenrennen, Einzel: 31. Platz

- Dainis Ozols
Straßenrennen, Einzel: 92. Platz

- Romāns Vainšteins
Straßenrennen, Einzel: 106. Platz

- Viesturs Bērziņš
Sprint: 6. Runde

- Ainārs Ķiksis
1000 Meter Zeitfahren: 8. Platz

### Ringen
- Aigars Jansons
Bantamgewicht, griechisch-römisch: 9. Platz

### Rudern
- Uģis Lasmanis
Doppelzweier: 9. Platz

- Andris Reinholds
Doppelzweier: 9. Platz

- Sanita Ozoliņa
Frauen, Doppelzweier: 11. Platz

- Liene Lutere
Frauen, Doppelzweier: 11. Platz

### Schießen
- Afanasijs Kuzmins
Luftpistole: 29. Platz
Schnellfeuerpistole: 10. Platz

- Boriss Timofejevs
Skeet: 6. Platz

### Schwimmen
- Valērijs Kalmikovs
200 Meter Brust: 13. Platz
200 Meter Lagen: 21. Platz
400 Meter Lagen: 18. Platz

- Artūrs Jakovļevs
100 Meter Schmetterling: 49. Platz

- Agnese Ozoliņa
Frauen, 50 Meter Freistil: 47. Platz

- Margarita Kalmikova
Frauen, 200 Meter Brust: 34. Platz

### Segeln
- Ansis Dāle
Windsurfen: 20. Platz

- Ilona Dzelme
Frauen, Windsurfen: 18. Platz

### Turnen
- Ludmila Prince
Frauen, Einzelmehrkampf: 58. Platz in der Qualifikation
Frauen, Boden: 53. Platz in der Qualifikation
Frauen, Pferdsprung: 42. Platz in der Qualifikation
Frauen, Schwebebalken: 82. Platz in der Qualifikation
Frauen, Stufenbarren: 80. Platz in der Qualifikation